# Cryptochironomus nigrotibialis
Cryptochironomus nigrotibialis är en tvåvingeart som först beskrevs av Maurice Emile Marie Goetghebuer 1921.  Cryptochironomus nigrotibialis ingår i släktet Cryptochironomus och familjen fjädermyggor.
Artens utbredningsområde är Belgien. Inga underarter finns listade i Catalogue of Life.